# Euxoa oncocnemoides
Euxoa oncocnemoides là một loài bướm đêm trong họ Noctuidae.